# 가야트리 만트라

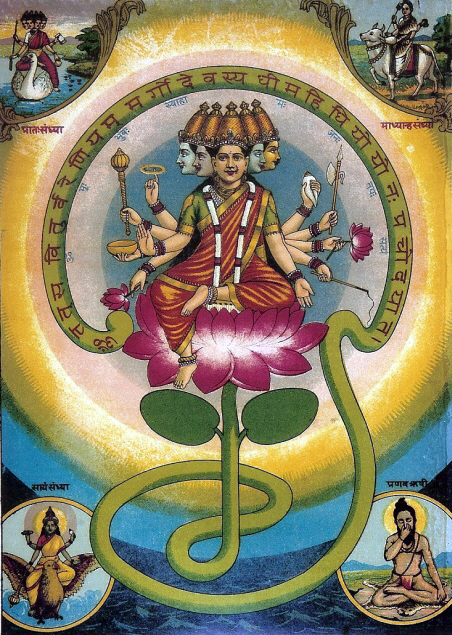

가야트리 만트라(Gāyatrī mantra) 또는 사비투르 만트라(savitri mantra)는 힌두교의 고대 성전인 리그베다의 제3만달라 제62숙타에 수록된 만트라로 24음절로 구성되어 있으며, 힌두교 만트라들 중에서도 제일 대표적인 만트라이다. 힌두교의 모든 만트라의 정수로, 독실한 힌두교 신자들은 아침과 저녁 푸자 때 가야트리 만트라를 낭송하는 경우가 많다.

## 가사
ॐ भूर्भुवः॒ स्वः ।

तत्स॑वितुर्वरे॑ण्यं ।

भ॒र्गो॑ दे॒वस्य॑ धीमहि। ।

धियो॒ यो नः॑ प्रचो॒दया॑त्॥ ।
|
옴 부흐 부바하 스바하

om bhur bhuvah svaha

탓 사비투르 바렌얌

tat savitur varenyam

바르고 데바스야 디마히

bhargo devasya dhimahi

디요 요나하 프라초다야트

dhiyo yonah prachodayat

 
|
번역

“옴 물질과 마음과 영혼의 존재의 근원이신 태양의 빛처럼 고귀하고 아름답고 절대적이며 찬란하게 빛나는 신성한 그대를 명상합니다. 우리를 지혜의 빛으로 이끌어 주소서.

## 같이 보기
- 사비트르
- 옴 (만트라)
- 베다
- 운율